# Cañada Vellida
Cañada Vellida (aragónul Canyada Vellida) település Spanyolországban, Teruel tartományban. Cañada Vellida Rillo, Mezquita de Jarque, Galve, Perales del Alfambra és Fuentes Calientes községekkel határos. Lakosainak száma 38 fő (2024).

## Népesség
A település népessége az utóbbi években az alábbiak szerint változott:
| Lakosok száma | 58   | 51   | 45   | 44   | 38   | 37   | 35   | 31   | 38   | 38   |
|               | 2001 | 2004 | 2007 | 2009 | 2012 | 2014 | 2017 | 2019 | 2022 | 2024 |